# Freer
Freer è un centro abitato degli Stati Uniti d'America, situato nella contea di Duval dello Stato del Texas.
La popolazione era di 3.241 persone al censimento del 2000.

## Geografia fisica
Freer è situata a 27°52′45″N 98°36′58″W (27.879156, -98.616237).
Secondo lo United States Census Bureau, ha un'area totale di 4,1 miglia quadrate (11 km²), di cui 4,0 miglia quadrate (10 km²) di terreno e 0,04 miglia quadrate (0,10 km², 0.98%) d'acqua.

## Società

### Evoluzione demografica
Secondo il censimento del 2000, c'erano 3.241 persone, 1.111 nuclei familiari e 845 famiglie residenti nella città. La densità di popolazione era di 804,3 persone per miglio quadrato (310,5/km²). C'erano 1.334 unità abitative a una densità media di 331,1 per miglio quadrato (127,8/km²). La composizione etnica della città era formata dall'80,59% di bianchi, lo 0,46% di afroamericani, lo 0,68% di nativi americani, lo 0,25% di asiatici, il 14,87% di altre razze, e il 3,15% di due o più etnie. Ispanici o latinos di qualunque razza erano il 77,38% della popolazione.
C'erano 1.111 nuclei familiari di cui il 42,0% aveva figli di età inferiore ai 18 anni, il 56,3% erano coppie sposate conviventi, il 14,3% aveva un capofamiglia femmina senza marito, e il 23,9% erano non-famiglie. Il 21,5% di tutti i nuclei familiari erano individuali e il 9,2% aveva componenti con un'età di 65 anni o più che vivevano da soli. Il numero di componenti medio di un nucleo familiare era di 2,92 e quello di una famiglia era di 3,40.
La popolazione era composta dal 33,1% di persone sotto i 18 anni, il 9,8% di persone dai 18 ai 24 anni, il 26,3% di persone dai 25 ai 44 anni, il 19,9% di persone dai 45 ai 64 anni, e il 10,9% di persone di 65 anni o più. L'età media era di 30 anni. Per ogni 100 femmine c'erano 95,9 maschi. Per ogni 100 femmine dai 18 anni in giù, c'erano 96,2 maschi.
Il reddito medio di un nucleo familiare era di 25.078 dollari, e quello di una famiglia era di 26.475 dollari. I maschi avevano un reddito medio di 26.789 dollari contro i 17.159 dollari delle femmine. Il reddito pro capite era di 11.457 dollari. Circa il 18,4% delle famiglie e il 21,6% della popolazione erano sotto la soglia di povertà, incluso il 26,5% di persone sotto i 18 anni e il 25,4% di persone di 65 anni o più.